# Borgo Trieste
Borgo Trieste è un quartiere di Verona. È situato nella parte orientale della città, e fa parte della Circoscrizione 6 del Comune di Verona.
È posto tra San Michele Extra e il centro di Borgo Venezia di cui costituisce la parte meridionale.
Si sviluppa a seguito dell'insediamento degli stabilimenti Tiberghien e Arnoldo Mondadori Editore.
Dista circa un chilometro e mezzo dal centro storico e si trova appena fuori le mura della città.

## Monumenti e luoghi d'interesse

### Architetture religiose
La chiesa di Santa Maria Addolorata fu edificata all'inizio degli anni '60 ad opera principalmente del primo parroco, Don Giuseppe Cavalleri, sostituì la sede provvisoria precedente, sita nella vicina mensa dello stabilimento Tiberghien, in via C.Belviglieri(in seguito divenuta stabilimento Pasqua Vini ed attualmente in ristrutturazione).
La chiesa è molto semplice. Vale la pena visitarla per le due sculture lignee di epoca recente di fattura Altoatesina che fanno da sfondo all'altare maggiore.
Il campanile ospita 6 campane alla veronese in tonalità di Mib3, fuse dalla ditta Colbachini di Padova nel 1993.

### Piazze
- Piazza Don Giuseppe Cavalleri

## Cultura
- Scuola elementare "Alessandro Manzoni"
- In Borgo Trieste ha sede la maggiore azienda di stampa editoriale italiana la Mondadori spa.

### Eventi
- In Borgo Trieste si svolge annualmente la Festa della Comunità nella terza settimana di settembre.